# Bo Linde
Anders Bo Leif Linde (Gävle, 1 januari 1933 - aldaar 2 oktober 1970) was een Zweedse componist.

## Biografie
Lindes muzikale gaven werden al op jonge leeftijd ontdekt. Hij werd in Gävle (piano-) leerling van Eric Bengtsson en May Bökman. Daarnaast begon hij te componeren. Zijn eerste (bewaard gebleven) composities dateren uit de periode 1943-1945.
Nog maar vijftien jaar oud ging hij naar Stockholm, waar hij aan het koninklijk conservatorium aangenomen werd als compositieleerling door Lars-Erik Larsson. Larsson bleek onder de indruk van de proeven die zijn nieuwe leerling hem kon laten zien. Onder die jeugdcomposities behoorde ook een aantal liederen op Chinese en Zweedse teksten.
Van 1953 tot 1955 studeerde hij aan het conservatorium in Wenen orkestdirectie.
Terug in Zweden werd Bo Linde leraar piano en compositie in Stockholm en, vanaf 1960, weer in Gävle. Daarnaast werkte hij als muziekrecensent voor het Gefle Dagblad en trad hij regelmatig op als dirigent en als pianist.
Bo Linde ontwikkelde zich tot een vruchtbare componist in een toegankelijke stijl. Die droeg ertoe bij dat zijn werk, in een periode waarin de avant-garde de toon zette in de wereld van de klassieke muziek, maar in kleine kring bekend werd. Hij koos op 37-jarige leeftijd zelf voor de dood, na een periode van ziekte.

## Werk (selectie)
Door zijn vroegtijdige dood heeft Linde slechts een bescheiden oeuvre nagelaten. De aanvankelijke miskenning ervan is de laatste twintig jaar geleidelijk omgeslagen in bewondering. Lindes lyrische vioolconcert (1958) is zijn bekendste werk. Het werd in het jaar van componeren ten doop gehouden door de violist Josef Grönfarb, tijdens een concert in Umeå. Het is sindsdien in tal van landen gespeeld en enkele malen op cd verschenen. Ook ander werk van de componist is intussen opgenomen.
Naast orkest- en kamermuziek, had Linde een grote voorkeur voor het lied. In zijn laatste jaren componeerde hij een tiental liederencycli, onder meer op teksten van Elsa Beskow, Erik Axel Karlfeldt, Edith Södergran en Verner von Heidenstam.
Hij schuwde het experiment niet. Dat bleek uit de compositiewijze van het celloconcert uit 1964. Linde schreef dit voor Guido Vecchi, de solocellist van het Symfonieorkest van Göteborg. Vanuit Gävle belde de componist vrijwel dagelijks met Vecchi om de laatste ontwikkelingen door te nemen en live door te spelen. 
Ondanks zijn ziekte bleef Linde tot het laatst componeren. Zijn Pezzo concertante ging in de zomer van 1970 in première.
Enkele te noemen werken:
- Symfonie no. 1, op. 1 Sinfonia fantasia (1951)
- Strijkkwartet op. 9
- En munter uvertyr, op. 14 (1954)
- Vioolconcert, op. 18 (1958)
- Symfonie no. 2, op. 23 Sinfonia (1961)
- Konsertant musik för orkester, op. 27 (1963)
- Celloconcert, op. 29 (1964)
- Serenata nostalgica, op. 30 (1965)
- Suite Boulogne, op. 32 (1967)
- Pensieri sopra un cantico vecchio (Variaties over Es is ein Ros entsprungen), op. 35 (1967)
- Strijktrio, op. 37
- Sonata a tre, op. 38 (1969)
- Pezzo concertante, op. 41 (Concert voor basklarinet en orkest) (1970)
- Fyra allvarliga sånger (Vier ernstige liederen)

- Bibsys: 41617
- Bibliothèque nationale de France: cb139591358 (data)
- CiNii: DA13596038
- Gemeinsame Normdatei: 119379139
- International Standard Name Identifier: 0000 0001 0163 752X
- Library of Congress Control Number: n84041914
- Nationale Bibliotheek van Letland: 000046534
- MusicBrainz: e0bf69cf-94ba-4cd1-bbf0-7610ab1d5ce5
- Nationale Bibliotheek van Tsjechië: xx0181548
- Nationale Bibliotheek van Israël: 987007412476405171
- Nederlandse Thesaurus van Auteursnamen: 096939109
- Istituto Centrale per il Catalogo Unico: DDSV250636
- LIBRIS: 226291
- SNAC: w66t0ks9
- Virtual International Authority File: 117723036
- WorldCat: E39PBJfcT6c79BMmCtMWgb7rbd